# Essay Recordings
Essay Recordings ist ein deutsches Plattenlabel, das auf moderne osteuropäische Musik spezialisiert ist. So prägen die Musiker des Labels den Begriff Bucovina Club, stehen aber auch für traditionellen und modernen Klezmer.
Bekannte Vertreter des Labels sind in diesem Zusammenhang Amsterdam Klezmer Band, Boom Pam, OMFO und nicht zuletzt Shantel, der mit seinen erfolgreichen Veröffentlichungen, insbesondere unter dem Markenzeichen Bucovina Club, viel Aufmerksamkeit auf seine Musik und sein Label lenkte. Mit Binder & Krieglstein und Señor Coconut, der für seine Salsa-Neuintonierungen bekannter Rockhits wie Smoke on the Water und Smooth Operator bekannt ist, stehen weitere bedeutende Interpreten experimentierfreudiger Musik bei dem Label unter Vertrag.

## Geschichte
Das Label wurde 1995 von Stefan Hantel (Shantel) und Daniel Haaksman in Frankfurt am Main gegründet. Nach einigen Plattenveröffentlichungen pausierte das Unternehmen zwischen 1998 und 2002. 2003 wurde das Label mit der Veröffentlichung das Bucovina Club-Projekt Shantels von seinen Gründern reaktiviert. In der Folge wurden Musiker und Gruppen unter Vertrag genommen, die als gemeinsamen Nenner die Neuinterpretation traditioneller und zumeist osteuropäischer Tanzmusik aufweisen.
2004 erschien schließlich die CD Rio Baile Funk Favela Booty Beats eine Kompilation zur neuen Musikrichtung des Baile Funks, der in den Favelas von Rio de Janeiro seinen Ursprung fand und bis dahin außerhalb von Brasilien praktisch unbekannt war. Die Übersicht über wesentliche Akteure dieses neuen Musikstils, die dieser Sampler erstmals darbot, sorgte für große internationale Aufmerksamkeit und machte Baile Funk weltweit populär. Das Stück Popozuda Rock'n'Roll, das auf dieser CD erstmals außerhalb von Brasilien veröffentlicht wurde, wurde von Coca-Cola in Deutschland für einen Werbespot herangezogen. Verantwortlich für die Auswahl der ersten und zweiten Ausgabe der CD war der 1998 nach Berlin umgesiedelte Daniel Haaksman, der als DJ, Musikproduzent und Journalist (u. a. FAZ) arbeitet. 2004 trat Haaksman aus dem Unternehmen aus und gründete mit Man Recordings sein eigenes Musiklabel, auf dem er weiterhin Baile Funk veröffentlicht und die wichtigsten Vertreter dieses Stils, wie etwa Edu K, DJ Sandrinho, Deize Tigrona oder den Stuttgarter Rapper MC Gringo u. a., unter Vertrag nahm.

## Musiker und Veröffentlichungen
Erwähnt werden nur Veröffentlichungen, die bei Essay Recordings erfolgten:
- Amsterdam Klezmer Band:
  - 2006: Remixed (Album, bestehend nur aus remixten Songs der Amsterdam Klezmer Band)
  - 2008: Zaraza (Album)
- Balkan Beat Box:
  - 2005: Balkan Beat Box (Album)
- Binder & Krieglstein:
  - 2005: Alles verloren (Album)
  - 2010: New Weird Austria (Album)
- Boom Pam:
  - 2006: Boom Pam (Album)
  - 2008: Puerto Rican Nights (Album)
- OMFO:
  - 2004: Trans Balkan Express (Album)
  - 2006: We Are the Shepherds (Album)
  - 2009: Omnipresence (Album)
  - 2009: Makossa & Megablast vs. OMFO: Bugdub (Vinyl-Maxi)
- Rotfront:
  - 2009: Emigrantski Raggamuffin (Album)
- Señor Coconut:
  - 2005: Senor Coconut Presents Coconut FM (Album)
  - 2006: Yellow Fever (Album)
  - 2008: Around the World (Album)
  - 2010: El Baile Alemán (Album Wiederveröffentlichung mit Bonus)
  - 2010: Fiesta Songs (Album Wiederveröffentlichung mit Bonus)
- Shantel:
  - 2003: Bucovina Club 1 (Mix Compilation)
  - 2005: Bucovina Club 2 (Mix Compilation)
  - 2007: Disko Partizani (Album)
  - 2007: Disko Partizani Remixes (Vinyl-Maxi)
  - 2009: Planet Paprika (Album)
- Vesna Petković:
  - 2007: A New One (Album)
- Tobias Rüger:
  - 2008: Interlude (Album)
- Ahilea:
  - 2009: Cafe Svetlana (Album)
- Mi Loco Tango
  - 2010: Il Cinema Il Paradiso (Album)
  - 2010: Del Diablo Y Del Angel (Album)

- Sampler:
  - 2004: Rio Baile Funk – Favela Booty Beats
  - 2006: Rio Baile Funk – More Favela Booty Beats